# Aeroportul Internațional Tripoli
Aeroportul Internațional Tripoli (în arabă مطار طرابلس العالمي) (IATA: TIP, ICAO: HLLT) este un aeroport din Qasr bin Ghashir⁠(d), Libia ce deservește zona Tripoli. A fost deschis în 1978 și numit după zona deservită.
Situat la o altitudine de 80 m, aeroportul dispune de 2 piste.

## Infrastructură

### Piste
Aeroportul dispune de 2 piste. Pista 09/27 are suprafața de asfalt și dimensiunile 3.600 m × 45 m. Pista 18/36 are suprafața de asfalt și dimensiunile 2.235 m × 45 m. 